# Stepan Сhernovetskyi
Stepan Leonidovich Сhernovetskyi (en ucraniano: Черновецький Степан Леонідович) - nacido el 28 de octubre de 1978 en Tiflis, Georgia) es un empresario ucraniano, inversor, fundador de Chernovetskyi Investment Group (CIG).

## Biografía
Nació en Tiflis el 28 de octubre de 1978. 
En 2003 se graduó en Derecho por la Facultad de Derecho de la Universidad Nacional de Kiev Taras Shevchenko.

## Carrera
Desde 1997 hasta 2006 ha ocupado varios cargos ejecutivos en el banco ucraniano PRAVEX BANK, fundado por su padre Leonid Chernovetskyi. En particular, ha ostentado el cargo de gerente de trabajo con clientes, ha dirigido varios departamentos del banco, llegando hasta el cargo de vicepresidente superior del banco.
En mayo de 2006 lideró el consejo supervisor del “PRAVEX BANK”.
Cuando los accionistas adoptaron la decisión de proceder a la venta del PRAVEX BANK en 2007, Stepan Chernovetskyi negoció personalmente con el grupo bancario italiano Intesa Sanpaolo. En febrero de 2008 concluyó el acuerdo de la venta del 100% de las acciones del banco por $750 millones. El acuerdo de venta es considerado como uno de los mayores en la región. En septiembre de 2008 la junta de accionistas aceptó la decisión de Stepan Chernovetskyi de dimitir de su cargo de presidente del consejo supervisor del banco.
A principios del año 2021 Stepan Chernovetskyi se convirtió en propietario de una compañía que financió la construcción de tres complejos residenciales en Kiev – Sociedad Gestora de Activos “Valprim”.

## Chernovetskyi Investment Group (CIG)
Stepan Chernovetskyi es el propietario y presidente del Chernovetskyi Investment Group (CIG), empresa fundada en 2013 centrada en inversiones en proyectos de IT de comercio electrónico, infraestructura, salud pública y sector agrario. Tomando como referencia septiembre de 2018, CIG es una de las compañías de inversión más grandes de Europa del Este con un potencial de inversión de más de $100 millones.
“El objetivo de CIG es contribuir a la creación de un mundo tecnológico. Estamos buscando nuevos proyectos que puedan cambiar significativamente en las áreas de infraestructuras, salud y sector agrícola. Estamos buscando personas que estén preparadas para trabajar en proyectos que han cambiado nuestras vidas”, – Stepan Chernovetskyi. Desde el punto de vista de Stepan, las oportunidades que Ucrania ofrece en el sector tecnológico están subestimadas.
La empresa ha actuado en más de 30 proyectos en 7 países.
En 2017 СIG invirtió en el servicio de entrega a domicilio de platos acabados InnerChef (India) y en el start-up Kray Technologies (Ucrania), productor de aeronaves no tripuldadas para empresas agrícolas.
Una parte significativa de las inversiones de CIG está en Ucrania. Chernovetskyi declaró su adhesión a la ideología “patriotismo IT”: “Mi fondo y yo estamos contribuyendo al desarrollo del sector tecnológico y de IT en Ucrania. Quiero a los más talentosos de Ucrania en Ucrania, transformando sus ideas en negocio y gestionándolas en Ucrania”. En el ranking „10 fondos de capital riesgo“ publicado por Forbs Ucrania, CIG ocupa el 9.º puesto con el volumen del fondo de $100 millones.
En el ranking de los 20 hombres más ricos de Ucrania 2022 de Forbes Ucrania, Stepan Chernovetskyi ostenta la posición 18, con una fortuna de 350 millones de $, y en el ranking de los 100 hombres más ricos de Ucrania 2021 de Novoye Vremya, ocupa el lugar 32, con una fortuna de 346 millones de $.
Al propio tiempo, el magazín Korrespondent publicó en su ranking “los más ricos 2021”, que la fortuna de Stepan Chernovetskyi era de aproximadamente 132 millones de $. En 2021, los "100 empresarios más ricos de Ucrania" de Forbes Ucrania asignaron a Stepan el puesto 13 con una fortuna estimada de $ 545 millones.
Tomando como referencia septiembre de 2018, CIG es una de las compañías de inversión más grandes de Europa del Este con un potencial de inversión de más de $100 millones.

## Proyectos sociales
En 2017 CIG creó el programa de becas educativas CIG R&D Lab  para implementar proyectos innovadores de estudiantes y jóvenes científicos. En el año académico 2017-2018 se llevó a cabo la fase piloto del programa junto con la Universidad Politécnica de Odesa (ONPU). En agosto de 2018 CIG firmó un memorándum de cooperación con el Instituto Politéctico de la ciudad de Járkov, y en septiembre de 2019, con la Universidad Nacional Politécnica de Lviv.
En enero de 2018 la Escuela de Economía de Kiev y CIG firmaron un acuerdo de colaboración en el campo de desarrollo e investigación en el ámbito de las tecnologías  de la información y economía para el proyecto «Desarrollo de ProZorro. Vendas.». En el marco de colaboración  CIG prestó ayuda financiera por un valor de 100.000 dólares. Como condición obligatoria, CIG no participa en el proyecto de modo alguno.

## Obras benéficas
Stepan patrocina diferentes proyectos sociales dentro de la Fundación Benéfica Chernovetskyi que lleva a cabo diferentes proyectos, principalmente en Georgia. Participó en las actividades de la Fundación de Colaboración Social, que estuvo operativa hasta el 1 de enero de 2017.  

## Política
El Consejo de la ciudad de Kiev durante los años 2008-2009, formando parte como miembro de la facción “Bloque de Leonid Chernovetskyi”. Fue comisionado para asuntos de presupuesto y desarrollo económico. Renunció a su mandato antes de expirar el plazo sin dar razones para su decisión. Tomando como referencia temporal septiembre de 2018 no es miembro de algún partido político.

## “Caso español”
En julio de 2016, fue arrestado por la policía española durante una operación especial contra delitos financieros bautizada como "Variola".
En agosto de 2016 la Audiencia Provincial de Barcelona estimó el recurso de apelación interpuesto por sus letrados, revocó el Auto del Juzgado de Instrucción 21 de Barcelona y puso en inmediata libertad a Stepan Chernovetskyi debido a que el auto de prisión provisional no contenía indicios de criminalidad: "revocando la resolución combatida y acordando la inmediata puesta en libertad de Stepan Chernovetskyi, sin imposición de medidas cautelares, pues la falta de aquellos indicios lo imposibilitan”.
En octubre de 2019 la Audiencia Provincial de Barcelona archivó la causa penal (diligencias de instrucción) contra Stepan Chernovetskyi después de establecer la legalidad de sus inversiones en España y la inexistencia de pruebas de comisión de un delito penal.
Los medios de comunicación españoles informaban que la causa abierta contra Stepan Chernovetskyi fue archivada, entre otros, con base en los informes sobre movimientos de medios financieros.
El Ministerio Fiscal presentó recurso de apelación frente al auto de sobreseimiento y archivo de 30 de octubre de 2019 del Juzgado de Instrucción 21 de Barcelona (que había acordado archivar el procedimiento contra Stepan Chernovetskyi).
El 1 de julio de 2020 la Audiencia Provincial de Barcelona, Sección 5.ª, desestimó el recurso del Ministerio Fiscal y confirmó el sobreseimiento y archivo acordado por el Juzgado de Instrucción de Barcelona el 30 de octubre de 2019.
La Audiencia Provincial de Barcelona confirmó el origen legal de la inversión hecha por Stepan Chernovetskyi en España.
En su decisión, el Tribunal indicó que no había conexión alguna entre los fondos económicos invertidos con el delito.

## Negocio deportivo
Lidera la empresa promotora de boxeo “Elite Boxing Promotion”, centrada en la organización de torneos de boxeo y el desarrollo de este deporte en Ucrania. La compañía ha operado desde 2005 y ha organizado un total 217 peleas de las que 21 han sido por la defensa de título profesional. Entre los boxeadores que forman parte de “Elite Boxing Promotion” destaca Víctor Postol, ex campeón mundial de la WBC en el primer peso medio ligero.

## Pasatiempo
Es aficionado del deporte (futbol, carrera, boxeo) y gaming.

## Vida familiar y personal
- Padre - Leonid Chernovetskyi, activista político y estatal ucraniano, empresario.
- Madre - Alina Aivazova, emprendedora.
- La hermana - Christina Chernovetskyi.
- La esposa - Jeanne Chernovetskyi.
- Niños - Leonid, Mijaíl, Stepan, Alice, Adelina.